# Оттер, Йерун
Йерун Оттер (нидерл. Jeroen Otter; род. 1964 года в Амстердаме, провинция Северная Голландия) — нидерландский конькобежец, специализирующаяся в шорт-треке. 4-хкратный чемпион мира в эстафете. Один из величайших Нидерландских тренеров современности в шорт-треке.

## Спортивная карьера
Йерун Оттер рос в том районе Амстердама, где больше играли в теннис или в хоккей с мячом, но он был скорее исключением и выбрал шорт трек в возрасте 14 лет. На своём первом чемпионате мира в Питерборо он стал третьим в эстафете. Следующую награду он получил через 2 года в 1986 году на чемпионате мира во французском Шамони, где выиграл золотую медаль в эстафете вместе с Петером ван дер Велде, Чарльзом Велдховеном, Жако Мосом и Менно Булсмой. Начиная с 1986 года и по 1990 год Оттер выиграл в эстафете 4-е золотые, и одну серебряную медали. С 1988 года он изучал экономику в Университете Амстердама, ради мечты попасть на Олимпиаду в Альбервилле пришлось оставить учёбу. Но после внезапной дисквалификации команды за 11 месяцев до Олимпиады всё изменилось. Никто не захотел продолжать карьеру спортсмена. Йерун говорил так - "Мы никогда не проигрывали самое важное соревнование года - чемпионат мира или Олимпийские игры, но на этот раз нас наказали, мы допустили одну ошибку, и наша Олимпийская мечта закончилась". После 1990 года Йерун решил закончить карьеру. Правда он ещё выступал в национальном чемпионате, где выиграл серебро в многоборье в 1991 и 1992 годах.

## Карьера тренера
После завершения карьеры Йерун Оттер стал тренером сборной США по шорт-треку, где он руководил с 1992 по 1998 год. До 2002 года, включая Олимпийские игры Солт-Лейк-Сити был наставником у сборной Бельгии. С 2007 до 2010 год переехал в Квебек, где тренировал национальную сборную Канады. Весной 2010 года вновь вернулся в Нидерланды, где стал главным тренером национальной сборной. Впервые за последние годы Нидерланды стали призёрами и на чемпионатах мира и на чемпионате Европы. При Йеруне Оттере выросли такие звёзды, как Шинки Кнегт, Фрек ван дер Варт, Нилс Керстхолт, Лара ван Рёйвен, Йорин тер Морс. Сюзанне Схюлтинг и др. 